# Santa Catarina (São Tomé i Príncipe)
Santa Catarina és una vila de São Tomé i Príncipe. Es troba al districte de Lembá, a la costa oest de l'illa de São Tomé. La seva població és de 1.470 (2008 est.).

## Evolució de la població
| 2001  | 2008  |
| 1.290 | 1.470 |